# 梅尔菲 (马恩省)
梅尔菲（法語：Merfy，法語發音：[mɛʁfi]）是法国马恩省的一个市镇，属于兰斯区。

## 地理
梅尔菲（49°17'47"N, 3°56'54"E）面积6.69 平方千米，位于法国大東部大區马恩省，该省份为法国东北部内陆省份，北起阿登省，西北接埃纳省，西南接塞纳-马恩省，南至奥布省，东南接上马恩省，东临默兹省。
与梅尔菲接壤的市镇（或旧市镇、城区）包括：韦勒河畔沙隆、尚皮尼、舍奈、普永、圣布里斯-库尔塞勒、圣蒂耶里。

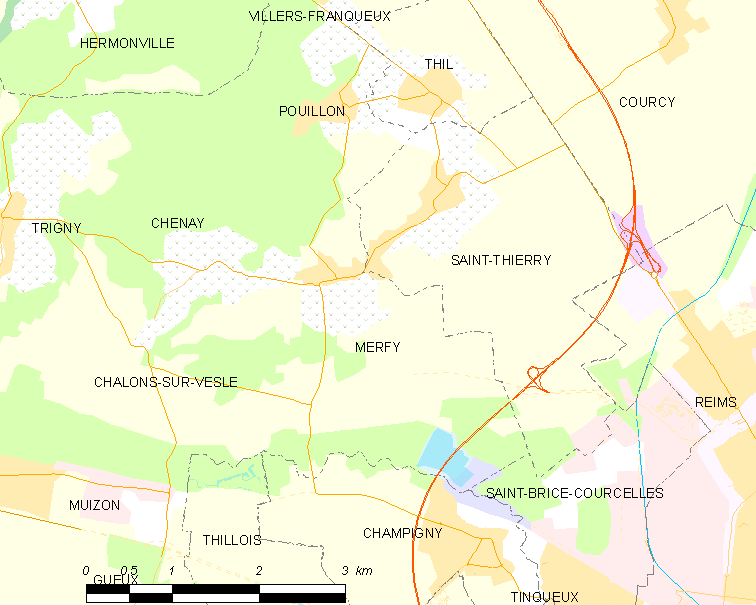
的OSM定位图

梅尔菲的时区为UTC+01:00、UTC+02:00（夏令时）。

## 行政
梅尔菲的邮政编码为51220，INSEE市镇编码为51362。

## 政治
梅尔菲所属的省级选区为勃艮第-弗雷讷县。

## 人口

1962-2008年间人口变化图示

梅尔菲于2022年1月1日时的人口数量为603人。